# Parti paysan polonais
Le Parti paysan polonais (en polonais : Polskie Stronnictwo Ludowe, abrégé en PSL) est un parti politique polonais, agrarien et démocrate-chrétien, restauré le 5 mai 1990. Fondé en 1895, le mouvement fut l'un des plus anciens en Pologne et la principale instance de représentation de la paysannerie. Après la dispersion de la majorité du parti à la suite de l'installation du régime communiste, une minorité des membres PSL se rallia au Parti paysan unifié (ZSL) et devint un « parti satellite » du Parti ouvrier unifié polonais communiste, chargé d’accompagner la politique de collectivisation que la paysannerie polonaise rejetait massivement. Le PSL n’a jamais été dissous officiellement, c’est pourquoi, après la chute du communisme en 1989 en Pologne, quelques membres des organes de direction élus lors du congrès de 1946 décident de reprendre leur activité, non pas de refonder le PSL une deuxième fois, mais de le réactiver. La première présidence du mouvement réactivé revient à Roman Bartoszcze (en), le président du groupe parlementaire PSL créé en septembre 1989. 
Aujourd'hui le mouvement, né d'une union entre le ZSL et des groupements revendiquant l’héritage du mouvement agrarien historique, se place au centre de l’échiquier politique polonais. Au Parlement européen, le PSL est affilié au PPE.

## Histoire
L’histoire du PSL commence en 1895 avec un congrès des délégués paysans réunis à Rzeszów, alors partie de la Galicie, une province autonome de l’empire austro-hongrois. Le mouvement gagne en popularité et devient, à la veille de la Première Guerre mondiale, une véritable force politique. En 1913, le parti se divise en PSL-Lewica (Gauche) et PSL-Piast (du nom de son organe de presse), mais seule la deuxième faction jouera un rôle majeur. Positionné politiquement au centre et dirigé par Jakub Bojko (pl), le PSL-Piast soutient l'action indépendantiste de Józef Piłsudski. 
Lorsque les Empires centraux s’écroulent, en octobre 1918, PSL-Piast participe à la mise en place à Cracovie de la Commission polonaise de liquidation qui se charge, avec l'aide des légionnaires polonais, d'expulser l'armée et l'administration autrichiennes de la Galicie. Elle est dirigée par Wincenty Witos et Ignacy Daszyński et son objectif est de construire une administration polonaise.
La question agraire sera au cœur du nouvel État polonais qui est en train de s'organiser. Les grands propriétaires terriens, possèdent encore environ le quart des terres agricoles, les exploitations pouvant aller jusqu'à 3000 ha, alors que la masse paysanne ne possède que très peu ou pas de terre du tout. De plus, les trois occupants (Prussien, Austro-hongrois et Russe) ont induit de fortes différences sur les régimes fonciers régionaux. Bien que les campagnes polonaises sont une source d'une émigration de masse vers les Amériques et l’Europe depuis le XIXe siècle, les paysans pauvres représentent toujours plus de 65% de la population.

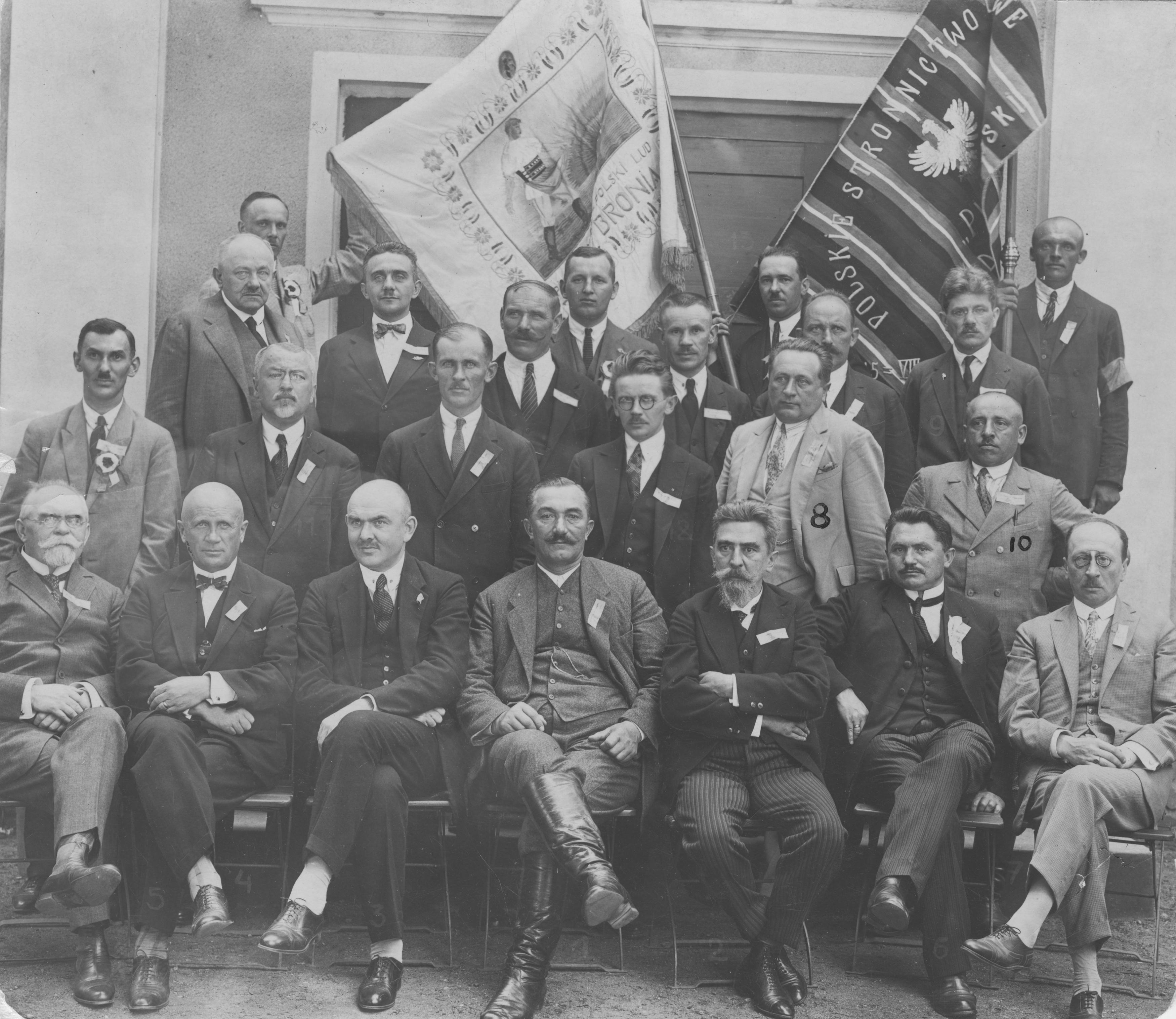
PSL Piast en 1927. Au premier rang, le premier à gauche est Wiktor Kulerski, Wincenty Witos est au centre et Władysław Kiernik est le premier à droite.

### Le PSL au sein de la deuxième république de Pologne (1918-1939)
Lorsque la Pologne redevient indépendante, le PSL-Piast fusionne avec des partis paysans actifs sur les autres parties du territoire polonais précédemment occupées. Le parti paysan ainsi uni est dirigé par Wincenty Witos. C'est l'un des partis polonais les plus importants numériquement et son chef deviendra trois fois premier ministre (1920-1921, 1923 et 1926). 
En 1919, le PSL-Lewica se divise en deux factions : PSL- Wyzwolenie (Libération) et Parti paysan radical. 
La réforme agraire de 1919 (amendée en 1925) exproprie avec une petite indemnisation les exploitations de plus de 60, 180 ou 300 ha selon les régions, pour favoriser la création d’exploitations familiales de petite taille. Elle s’accompagne de crédits aux paysans pour l’achat des terres. Elle est mise en place progressivement entre 1919 et 1939, sans aller à son terme puisque 1,7 million d’ha attendront encore d’être redistribués à la veille de la Seconde Guerre mondiale.  
Lors de la guerre soviéto-polonaise de 1920-21, face à l'Armée rouge qui veut porter la révolution prolétarienne au cœur de l'Europe, les masses ouvrières et paysannes de Pologne ne se lèvent pas pour l’accueillir et un gouvernement multipartite de défense nationale est formé le 24 juillet 1920 avec le leader paysan Wincenty Witos comme premier ministre et le vétéran socialiste Ignacy Daszyński comme le numéro deux. Cependant, avec la fin de l'urgence nationale, les nationaux-démocrates renverseront ce gouvernement.
Aux élections législatives de 1922, le PSL-Piast obtient 70 sièges au Sejm et 17 sièges au Sénat. Le député PSL, Maciej Rataj, devient le président de la Chambre des députés. Durant son mandat, à l'époque d'une grande instabilité politique et d'une situation économique extrêmement préoccupante, il sauve la Pologne de la guerre civile à deux reprises : une première fois après l'assassinat du président Gabriel Narutowicz, la deuxième fois après le coup d'État du maréchal Pilsudski en mai 1926.
Le PSL-Piast milite pour l'accélération de la mise en place de la réforme agraire, et pour la rendre effective, il s'allie en 1923 avec nationaux-démocrates au sein de la coalition centre-droit Chejno-Piast. Mais le gouvernement mené à nouveau par Witos s'effondre, incapable de faire face à l'hyperinflation et le désastre économique qui en résulte. Dans une atmosphère de tension assortie d'actes de violence terroriste, la grève générale déclenchée par les socialistes se termine par de sanglants affrontements avec l'armée et à la police. Witos perd sa majorité parlementaire et se démet en décembre.
Le retour de Witos aux affaires en 1926 ravive les souvenirs de sa désastreuse administration de 1923. Ceci précipite le coup d'État de Pilsudski, qui renverse le troisième et dernier gouvernement de Witos, le PSL-Piast passant alors dans l'opposition.
En 1929, le PSL Wyzwolenie et le PSL Piast rejoignent la coalition de centre-gauche Centrolew. Le 29 juin 1930, elle organise le Congrès pour la défense des droits et libertés du peuple à Cracovie demandant la démission du gouvernement de Piłsudski et la création d'un gouvernement constitutionnel ayant le soutien de la société. Le 14 septembre, le Centrolew prépare des rassemblements de masse et des manifestations dans 21 villes qui tournent aux affrontements avec la police. Il y a des morts et des blessés. Le 29 août, le président Ignacy Mościcki dissout le parlement et les députés perdent leur immunité. Dans la nuit du 9 au 10 septembre, plusieurs parlementaires sont arrêtés. Les chefs de l'opposition dont les dirigeants du PSL-Piast sont emprisonnés dans la forteresse de Brest, puis jugés au procès de Brest en 1932. Des milliers d'activistes, dont Wincenty Witos, Władysław Kiernik et Kazimierz Bagiński, se retrouvent derrière les barreaux.Witos est obligé de quitter le pays et c'est Stanisław Mikołajczyk qui reprend les rênes du parti. 
En mars 1931, PSL-Piast fusionne avec PSL-Libération (Wyzwolenie) et Parti paysan (Stronnictwo Chłopskie). L'ensemble forme le Parti populaire (Stronnictwo Ludowe, en abrégé SL) qui, avec plus de 150 000 membres, constitue alors le plus grand parti politique d'opposition. L'Union de la jeunesse rurale de la république de Pologne "Wici", qui rassemble plus de 10 000 membres, reconnait également l'autorité du parti. Le nouveau programme politique adopté en 1935, réclame une réforme agraire sans compensation et nationalisation de certains secteurs de l'économie. En août 1937, le Parti populaire organise la grande grève des paysans, s'opposant à la violation des droits civils et démocratiques par le gouvernement de Sanacja.
En mai 1939, après une pause provoquée par l'émigration politique, Wincenty Witos reprend la direction du groupe.

### Pendant la Seconde Guerre mondiale
L'invasion de la Pologne par le Troisième Reich et l'URSS en septembre 1939 et les répressions massives des envahisseurs empêchent la poursuite des activités du parti. Ses dirigeants sont arrêtés par la Gestapo ou le NKVD ou ils se retrouvent en exil, coupés des principaux centres du mouvement populaire. Cependant déjà en 1939, dans de nombreuses régions du pays, des militants tentent de reconstruire les structures du parti qui entre en Résistance. En février 1940, ils se réunissent à Lublin et lors d'une conférence clandestine créent la direction commune du mouvement, le Comité centrale du mouvement populaire, placée sous l'autorité de Maciej Rataj. À cause de l'un des noms de code de ce mouvement, Ruch Oporu Chłopów, en abrégé Roch, (Mouvement de résistance des paysans), il est également souvent appelé le Stronnictwo Ludowe Roch ou SL-Roch (Parti populaire-Roch). Après l'arrestation de Rataj en mars 1940, Stanisław Osiecki, Kazimierz Bagiński et Józef Niećko prennent la direction du parti. 
Le SL-Roch est le plus grand parti politique clandestin en Pologne occupée. Au printemps 1941, il a déjà 100 délegations dans les régions, près de 700 au niveau des communes et plus de 3 700 au niveau des villages. À la fin de l'occupation, le SL Roch couvre 160 régions, presque 1000 communes et plus de 8000 villages.
Le Comité central coopère avec le gouvernement polonais en exil et les militants du SL Roch occupent des postes importants dans les organes de l'État polonais fonctionnant dans la clandestinité au pays et qui sont subordonnés au gouvernement polonais exilé d'abord à Paris puis à Londres. Jan Piekałkiewicz et Stefan Korboński exercent la fonction de Délégué du gouvernement polonais en Pologne, alors que Stanisław Mikołajczyk représente le mouvement auprès du gouvernement à l'étranger. Les autorités du SL-Roch sont hostiles envers les deux occupants, mais dans le conflit qui naît après la conclusion des accords Sikorski-Maïski le 30 juillet 1941 à la suite de l'invasion de l'Union soviétique par son allié d'hier, l'Allemagne de Hitler, elles soutiennent le premier ministre Władysław Sikorski. Ainsi, Mikołajczyk devient le vice-premier ministre et le ministre des affaires intérieures, et, après la mort tragique de Sikorski en juillet 1943, il prend la tête du gouvernement. 
Au départ, les autorités du SL-Roch n'envisagent pas de créer leur propre force armée et des paysans avec une formation militaire rejoignent d'abord Związek Walki Zbrojnej (ZWZ ou Union pour la lutte armée). Cependant les craintes de perdre de l'influence dans les campagnes provoquent un changement dans cette décision et en août 1940 naissent les premières unités des Bataliony Chłopskie (Bataillons des Paysans), confiées au commandement de Franciszek Kamiński. Bientôt les Bataillons, constitués à 94% des paysans, s'organisent sur presque tout le territoire de la Deuxième République polonaise à l'exception de la Poméranie, de la région de Vilnius et d'une partie de la Haute-Silésie. Les Batallions forment des unités partisanes, ainsi que des unités des opérations spéciales Ludowa Straż Bezpieczeństwa (La Garde de sécurité paysanne).
Sur 830 escarmouches et batailles auxquelles participent des troupes subordonnées au SL-Roch, les plus importants ont lieu dans la région de Zamość où elles s'opposent à la pacification de la population. À la fin de l'occupation, les Bataillons comptent environ 160 000 soldats assermentés. À partir du 30 mai 1943, les unités paysannes intègrent les structures de l'Armia Krajowa, l'Armée de l'Intérieur polonaise née de la transformation de Związek Walki Zbrojnej (ZWZ). Jusqu'à août 1944, environ 50 000 soldats des Bataillons paysans rejoignent les rangs de l'AK dans la région de Kielce, Cracovie, Varsovie et Łódź. Ils participent à l’Opération Tempête et combattent dans l'insurrection de Varsovie.
Cependant les succès de l'Armée rouge sur le front de l'Est et sa traversée de l'ancienne frontière polonaise sur la rivière Bug mettent le gouvernement de Mikołajczyk dans une situation de plus en plus difficile face à Staline qui, depuis la conférence de Téheran, a l'acceptation des pays occidentaux de se comporter en Pologne comme dans un pays conquis où il installe, d'abord à Lublin, son propre gouvernement communiste.
Les militans du SL-Roch refusent de coopérer avec les communistes. Faute de mettre les militants paysans de leur côté, les communistes crééent en février 1944 leur propre mouvement Wola Ludu (Volonté du peuple). Après la prise du contrôle de la région de Lublin par l'Armée rouge en juillet 1944, le mouvement communiste est rebaptisé Stronnictwo Ludowe (Parti populaire), uzurpant ainsi le nom et l'identité du mouvement paysans. Dans le même temps, commencent des répressions contre les militants paysans menées par le ministère de la sécurité publique du gouvernement communiste.
Après la défaite de l'Insurrection de Varsovie en octobre 1944, le gouvernement de Mikołajczyk démissionne et le nouveau cabinet méné par le socialiste Tomasz Arciszewski n'a pas le soutien du mouvement paysan. Le 27 et le 28 mars, le NKVD arrête et emprisonne à Moscou seize dirigeants de la Résistance polonaise, dont trois leaders du mouvement paysans Kazimierz Bagiński, Adam Bień et Stanislaw Mierzwa. Ils sont jugés et condamnés dans une parodie de justice connu soule nom du procès des seize en juin 1945, au même moment où Mikołajczyk, sous la pressions des Allés, accepte de reconnaitre les nouvelles fronrtières de la Pologne et rejoindre le gouvernement prostalienien. Le SL-Roch et les Bataillons paysans restent dans la clandestinité jusqu'à l'automne 1945.

### En Pologne Populaire

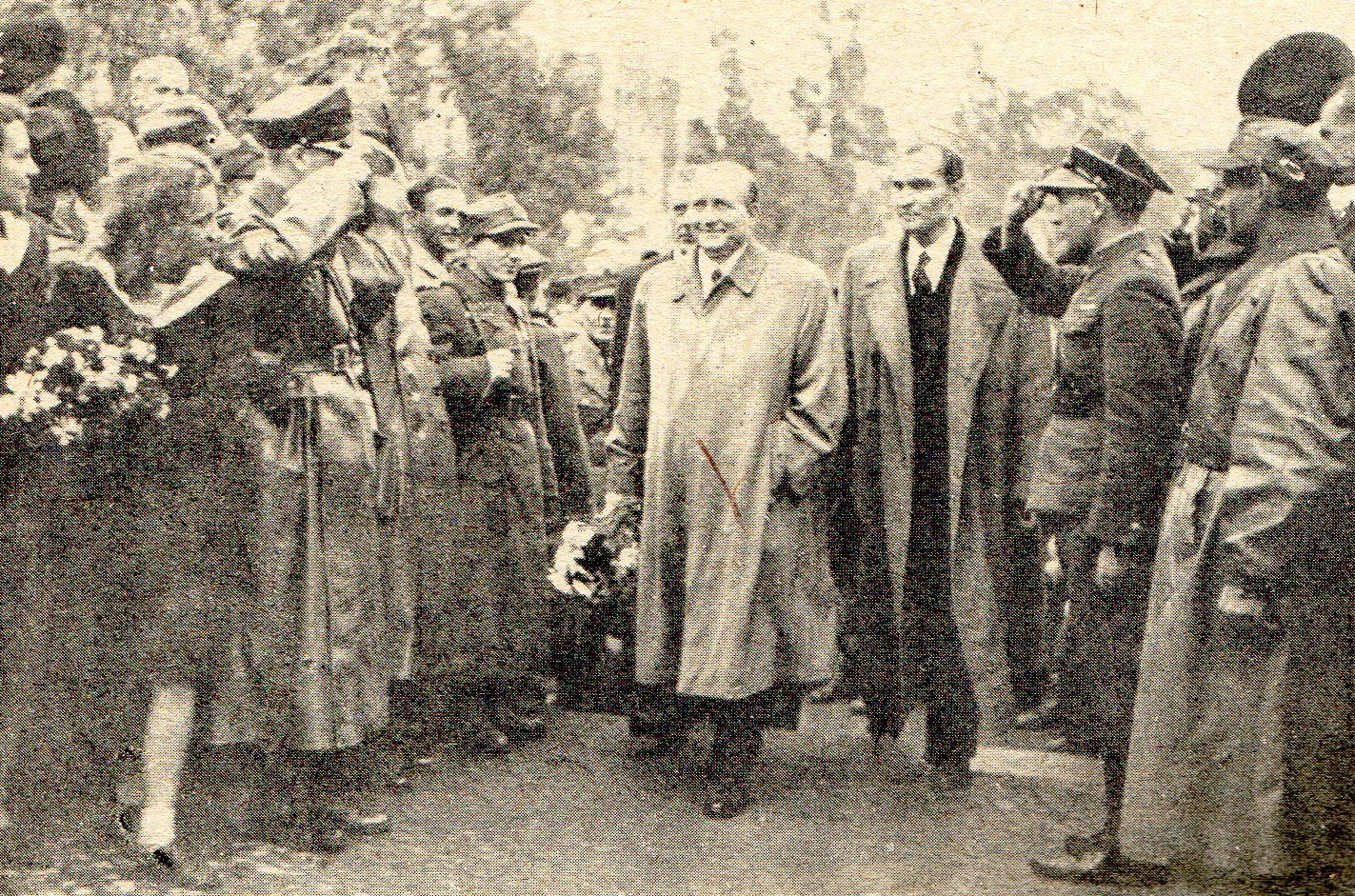
Stanisław Mikołajczyk à Poznan, 1945

En décembre 1944, un Gouvernement provisoire de la république de Pologne, appuyé par l'Union soviétique, voit le jour et se proclame le seul gouvernement polonais, malgré les protestations du gouvernement légitime de Londres.
Le mouvement paysan demeure le plus important part politique en termes d'adhésions et les communistes ont besoin de sa coopération pour gagner des élections. Stanisław Mikołajczyk revient en Pologne fin juin 1945 et devient vice-premier ministre et ministre de l'agriculture du gouvernement "de coalition". Son parti est la force principale de l'opposition et le dernier espoir pour une société hostile au système soviétique qu'on est en train de lui imposer. Un référendum est tenu le 30 juin 1946 sur trois questions : l'abolition du Sénat, la réforme agraire et les nationalisations ainsi que la délimitation de la nouvelle frontière à l'ouest. Même si leurs adversaires déplorent des manipulations majeures, les communistes obtiennent un appui majoritaire à leurs positions. Les terres et les biens sont expropriés sans indemnisation. Obligation est faite aux propriétaires spoliés de quitter la commune.
Le nouveau régime décide de mettre son adversaire politique au pas. 118 militants du PSL sont assassinés, environ 100 000 sont interpellés et brutalement interrogés, des centaines de condamnation à mort sont prononcées. Certains villages sont brûlés et leurs habitants assassinés, comme à Wąwolnica. Parmi environ 150 000 prisonniers politiques il y a 147 candidats du PSL aux élections dont Stanislaw Mierzwa, Kazimierz Baginski ou encore le rédacteur en chef de l'organe du parti, Zygmunt Augustynski.
Malgré la terreur, le PSL participe aux premières élections parlementaires qui se déroulent 19 janvier 1947. Dans un scrutin marqué par de nombreuses fraudes organisées par les dirigeants communistes, le PSL, n'est crédité officiellement que de 10,3% des voix. Les militants paysans dénoncent la persécution à leur endroit et les irrégularités commises avant et pendant le scrutin. Craignant pour sa sécurité, Stanislaw Mikolajczyk quitte le pays. 
Après son départ, le contrôle du PSL passe aux mains de responsables favorables à une union avec les communistes. En novembre 1949, le PSL est dissous au sein du Parti paysan unifié (ZSL), créé comme satellite du Parti ouvrier unifié polonais. La politique agraire se traduit par répression et la soumission des paysans à des livraisons obligatoires de produits agricoles à 50% du prix réel. Une opposition armée à la soviétisation et à la collectivisation se manifestera jusqu’en 1953-54, dans les régions où le poids de la paysannerie est le plus fort. De 1956 à 1970, la collectivisation forcée est progressivement abandonnée, mais les livraisons se poursuivent et les fermes d’État continuent à bénéficier en priorité des investissements agricoles.
Le PSL indépendant anti-communiste survit en émigration et participe au gouvernement polonais en exil jusqu'en 1990.

## Le PSL de nos jours

Ancien logo

Depuis le rétablissement de la démocratie, le PSL participe à des coalitions gouvernementales de gauche comme de droite. Il est également très présent dans les instances des collectivités territoriales. 
Candidat à la présidentielle en 1990, Roman Bartoszcze obtient 7,15 % des suffrages.
Après avoir soutenu le premier gouvernement indépendant de Tadeusz Mazowiecki de 1989 à 1990, le PSL participe de 1993 à 1997 à un gouvernement de coalition avec le Alliance de la gauche démocratique (SLD), la formation héritière du Parti ouvrier unifié polonais, le parti communiste du temps de la République Populaire. Waldemar Pawlak exerce même la fonction de Premier ministre de 1993 à 1995.
Après les élections de 2001 où il reporte 42 sièges au Sejm et 4 sièges au Sénat, le PSL rejoint la coalition gouvernementale de Leszek Miller, composée de l'Alliance de la gauche démocratique (SLD) et de le parti radical de gauche Union du travail (UP). Le président du PSL depuis 1997, Jarosław Kalinowski est vice-président du Conseil des ministres et ministre de l'Agriculture dans ce gouvernement.
En mai 2004, c'est Marek Belka qui succède à Miller à la tête du gouvernement après que des affaires de corruption ont poussé ce dernier à la démission, au lendemain de l'adhésion de la Pologne à l'Union européenne. 
Aux premières élections polonaises au Parlement européen en juin 2004, le PSL n'obtient que 6 % des voix et 4 sièges. 
Dépassant 20%, le taux de chômage en Pologne est le plus élevé des États membres de l'UE et pèse lourd aux élections de 2005, tout comme les scandales de corruption. La cote de popularité du parti paysan s'effondre. Le 25 septembre 2005, le président du PSL Jarosław Kalinowski se représente à l’élection présidentielle, mais n'obtient que 1,8 % des voix. Il soutient alors au second tour le leader du Droit et justice (PIS) Lech Kaczyński qui bat Donald Tusk et accède à la présidence du pays. Aux élections parlementaires de la même année, le PSL n'obtient que 7 % des voix et 25 sièges à la Diète et 2 au Sénat, devancé désormais par son concurrent auprès de l'électorat paysan Autodéfense, qui rafle 56 sièges. 
Aux élections anticipées à suite de la dissolution du parlement en 2007, le PSL obtient 31 sièges à la Diète, mais aucun sénateur. Le PSL rejoint le gouvernement libéral de Donald Tusk où il dispose de trois ministres. Le président du parti Waldemar Pawlak devient le vice-président du conseil des ministres et ministre de l'économie, Jolanta Fedak, ministre du travail et de la politique sociale et Marek Sawicki, ministre de l'agriculture et du développement rural.  
Aux élections de 2011, le parti obtient 28 sièges. Après avoir reporté la présidence du parti en 2012, Janusz Piechociński remplace Waldemar Pawlak aux postes de vice-président du Conseil des ministres et ministre de l'économie et exerce ces fonctions de décembre 2012 à novembre 2015. 
En 2012, Władysław Serafin, chef du plus grand syndicat agricole en Pologne et Władysław Łukasik, ex-PDG de l’Agence nationale du marché agricole, sont impliqués dans un système de détournement de fonds de la Politique agricole commune destinés aux campagnes polonaises. Les deux agences étant gérées par le PSL, ce scandale provoque la démission du ministre de l’agriculture Marek Sawicki.  
Janusz Piechociński (2012-2015), Vice-président du Conseil des ministres et ministre de l'Économie de décembre 2012 à novembre 2015; 
Depuis novembre 2015, le parti est dirigé par Władysław Kosiniak-Kamysz, ministre du travail et de la politique sociale dans les gouvernements de Donald Tusk et d'Ewa Kopacz de novembre 2011 à novembre 2015. 
En 2015, le candidat du parti à l'élection présidentielle de 2015 est Adam Jarubas, maréchal de la voïvodie de Sainte-Croix depuis 2006. Aux élections présidentielles de 2020, c'est Władysław Kosiniak-Kamysz qui se présente face au président sortant Andrzej Duda.
En 2019, Janusz Wojciechowski, l'ancien président du parti et membre du Droit et justice depuis 2009, devient le commissaire polonais au sein de l’équipe présidée par Ursula von der Leyen. Il est chargé de l’important portefeuille de l’agriculture.

## Présidents du PSL depuis 1990
- Roman Bartoszcze (en) (1990-1997)
- Jarosław Kalinowski (1997- 2004)
- Janusz Wojciechowski (2004-2006)
- Waldemar Pawlak (2006-2012)
- Janusz Piechociński (2012-2015)[1]
- Władysław Kosiniak-Kamysz (depuis 2015)

## Résultats électoraux

### Présidence de la république de Pologne
| Année | Candidat                  | Premier tour | Premier tour | Premier tour |
| Année | Candidat                  | Votes        | %            | Place        |
| ----- | ------------------------- | ------------ | ------------ | ------------ |
| 1990  | Roman Bartoszcze          | 1 176 175    | 7,5          | 5e           |
| 1995  | Waldemar Pawlak           | 770 419      | 4,3          | 5e           |
| 2000  | Jarosław Kalinowski       | 1 047 949    | 6,0          | 4e           |
| 2005  | Jarosław Kalinowski       | 269 316      | 1,8          | 5e           |
| 2010  | Waldemar Pawlak           | 294 273      | 1,8          | 5e           |
| 2015  | Adam Jarubas              | 238 761      | 1,6          | 6e           |
| 2020  | Władysław Kosiniak-Kamysz | 459 365      | 2,4          | 5e           |

### Diète (Chambre basse du Parlement polonais)
| Année | Voix                                                       | %                                                          | Rang                                                       | Sièges    | Gouvernement                                                                    |
| ----- | ---------------------------------------------------------- | ---------------------------------------------------------- | ---------------------------------------------------------- | --------- | ------------------------------------------------------------------------------- |
| 1991  | 972 952                                                    | 8,7                                                        | 5e                                                         | 48 / 460  | Bielecki (1991), Olszewski (1991-1992), Pawlak I (1992) et Suchocka (1992-1993) |
| 1993  | 2 124 367                                                  | 15,4                                                       | 2e                                                         | 132 / 460 | Pawlak II (1993-1995) Oleksy (1995-1996) et Cimoszewicz (1996-1997)             |
| 1997  | 956 184                                                    | 7,3                                                        | 4e                                                         | 27 / 460  | Opposition                                                                      |
| 2001  | 1 168 659                                                  | 9,0                                                        | 5e                                                         | 42 / 460  | Miller (2001-2003) et opposition (2003-2005)                                    |
| 2005  | 821 656                                                    | 7,0                                                        | 6e                                                         | 25 / 460  | Opposition                                                                      |
| 2007  | 1 437 638                                                  | 8,9                                                        | 4e                                                         | 31 / 460  | Tusk I                                                                          |
| 2011  | 1 201 628                                                  | 8,4                                                        | 4e                                                         | 28 / 460  | Tusk II (2011-2014) et Kopacz (2014-2015)                                       |
| 2015  | 779 875                                                    | 5,1                                                        | 6e                                                         | 13 / 460  | Opposition                                                                      |
| 2019  | Au sein de la Coalition polonaise                          | Au sein de la Coalition polonaise                          | Au sein de la Coalition polonaise                          | 23 / 460  | Opposition                                                                      |
| 2023  | Au sein de la Coalition polonaise membre de Troisième voie | Au sein de la Coalition polonaise membre de Troisième voie | Au sein de la Coalition polonaise membre de Troisième voie | 29 / 460  | Opposition (2023), Tusk III (depuis 2023)                                       |

### Sénat
| Année | Sièges   |
| ----- | -------- |
| 1991  | 7 / 100  |
| 1993  | 36 / 100 |
| 1997  | 3 / 100  |
| 2001  | 4 / 100  |
| 2005  | 2 / 100  |
| 2007  | 0 / 100  |
| 2011  | 2 / 100  |
| 2015  | 1 / 100  |
| 2019  | 2 / 100  |
| 2019  | 4 / 100  |

### Élections locales
Le PSL bénéficie aux élections locales de sa bonne implantation sur le terrain. Au premier tour des élections municipales et régionales de 2010, ses listes recueillent 15,65 % pour les diétines de voïvodie, après PO (droite libérale, au pouvoir avec le PSL) et PiS (droite conservatrice, d'opposition) et devant le SLD (gauche), ce qui en fait le 3e parti polonais.

### Assemblées régionales
| Année | %     | Sièges    |
| ----- | ----- | --------- |
| 2002  | 10,81 | 58 / 561  |
| 2006  | 13,24 | 83 / 561  |
| 2010  | 16,30 | 93 / 561  |
| 2014  | 23,88 | 157 / 555 |
| 2018  | 12,07 | 70 / 552  |

### Parlement européen
| Année | Voix    | %   | Rang | Sièges | Groupe |
| ----- | ------- | --- | ---- | ------ | ------ |
| 2004  | 386 340 | 6,3 | 7e   | 6 / 54 | PPE-DE |
| 2009  | 516 146 | 7,0 | 4e   | 3 / 50 | PPE    |
| 2014  | 480 846 | 6,8 | 4e   | 4 / 51 | PPE    |